# Carta di Smith

Una carta di Smith delle impedenze.

In ingegneria elettrica, elettronica e delle telecomunicazioni, la carta di Smith è un nomogramma usato nella soluzione di problemi delle linee di trasmissione o circuiti di adattamento nel campo della radiofrequenza (RF). L'uso della carta di Smith è cresciuto in modo costante negli anni ed essa è ancora oggi largamente utilizzata, non solo come aiuto nella risoluzione di alcuni problemi, ma anche per mostrare graficamente come alcuni parametri a RF si modifichino variando la frequenza. La carta di Smith, utilizzata a partire da determinati dati numerici risulta, infatti, in molti campi, di più immediata comprensione rispetto a una tabella contenente le stesse informazioni e richiede un tempo minore per risolvere problemi numerici rispetto all'applicazione di formule matematiche.
La carta di Smith può essere usata per rappresentare vari parametri nel campo dell'elettronica e dell'elettrotecnica, tra i quali impedenza, ammettenza, coefficienti di riflessione, parametri di scattering {\displaystyle S_{nn}} (detti anche parametri S), cifra di rumore, curve a guadagno costante, regioni di stabilità incondizionata.

## Descrizione generale

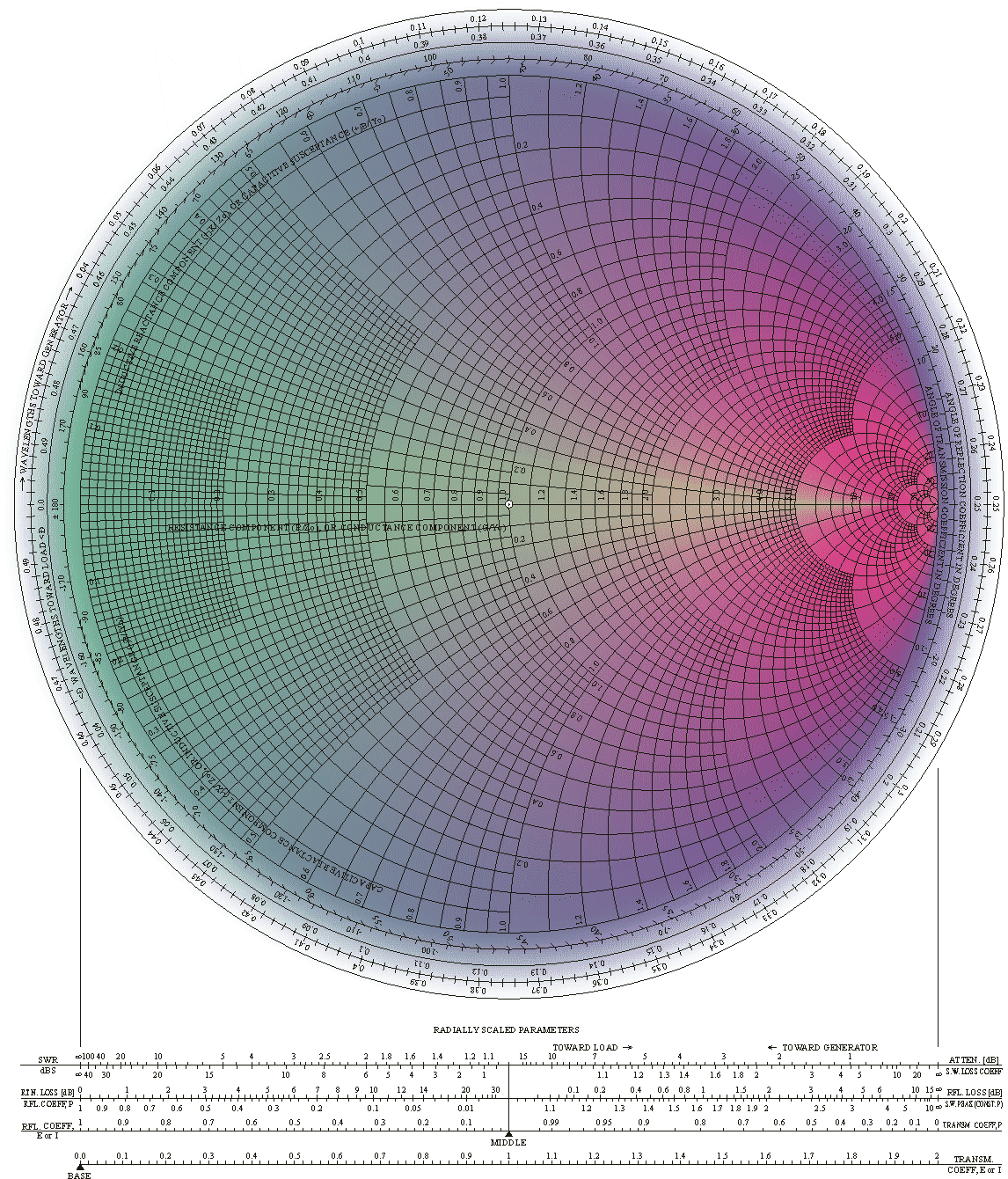
Una carta di Smith (senza dati tracciati).

La carta di Smith viene tracciata sul piano complesso del coefficiente di riflessione, e i valori rappresentati sono tipicamente impedenze o ammettenze normalizzate, o in alcuni casi entrambi, che sono rappresentate con colori diversi per permettere di distinguerle. Tali grafici sono spesso conosciuti rispettivamente come carte di Smith Z, Y o YZ. La normalizzazione permette di usare la carta di Smith per problemi che riguardano un qualunque valore di impedenza caratteristica o impedenza di sistema, benché tale valore sia in molti casi pari a {\displaystyle 50\Omega }. Con semplici costruzioni grafiche è possibile convertire ammettenze o impedenze normalizzate nel corrispondente coefficiente di riflessione.
La regione della carta di Smith più frequentemente usata è la regione interna o posta sulla circonferenza di raggio unitario, poiché per componenti passivi il modulo del coefficiente di riflessione è al più pari a uno. In ogni caso, la restante zona ha comunque una rilevanza matematica, essendo usata ad esempio nel progetto di oscillatori e nell'analisi della stabilità.
La carta di Smith possiede una scala angolare sia in gradi che in lunghezze d'onda normalizzate, quest'ultima idonea a risolvere problemi con componenti distribuiti. La scala graduata della lunghezza d'onda rappresenta, nel riferimento di un mezzo periodo, la distanza che intercorre tra la sorgente (o generatore) e il punto della linea in esame, oppure tra il carico e il punto in esame. La scala in gradi rappresenta invece la fase del coefficiente di riflessione complesso in tale punto. La carta di Smith può essere anche usata per l'adattamento o l'analisi di circuiti a parametri concentrati.
Poiché l'impedenza, l'ammettenza e tutti gli altri parametri elettrici variano con la frequenza, la soluzione che può venire trovata manualmente con la carta di Smith (rappresentata da un punto del piano) vale solo per una frequenza. In molti casi ciò è sufficiente, in quanto si tratta di applicazioni a banda stretta (tipicamente fino al 5-10% della banda), mentre per applicazioni su bande più larghe è necessario utilizzare più volte la carta di Smith. Se la distanza in frequenza tra i punti per i quali si effettua il calcolo è piccola, interpolando le soluzioni trovate si ottiene un luogo geometrico delle soluzioni.
Un luogo di punti che copre una certa banda di frequenza su una carta di Smith può essere usato per rappresentare:
- quanto un carico risulta capacitivo o induttivo;
- a quali frequenze risulta più facile adattare un certo carico;
- la qualità dell'adattamento di un certo carico.

L'accuratezza dei metodi che si basano sulla carta di Smith si riduce ovviamente se si studiano componenti che presentano una grande variabilità statistica dei parametri, benché sia comunque possibile ingrandire la scala del grafico in aree ristrette in modo da diminuire l'errore commesso.

## Basi matematiche e fisiche

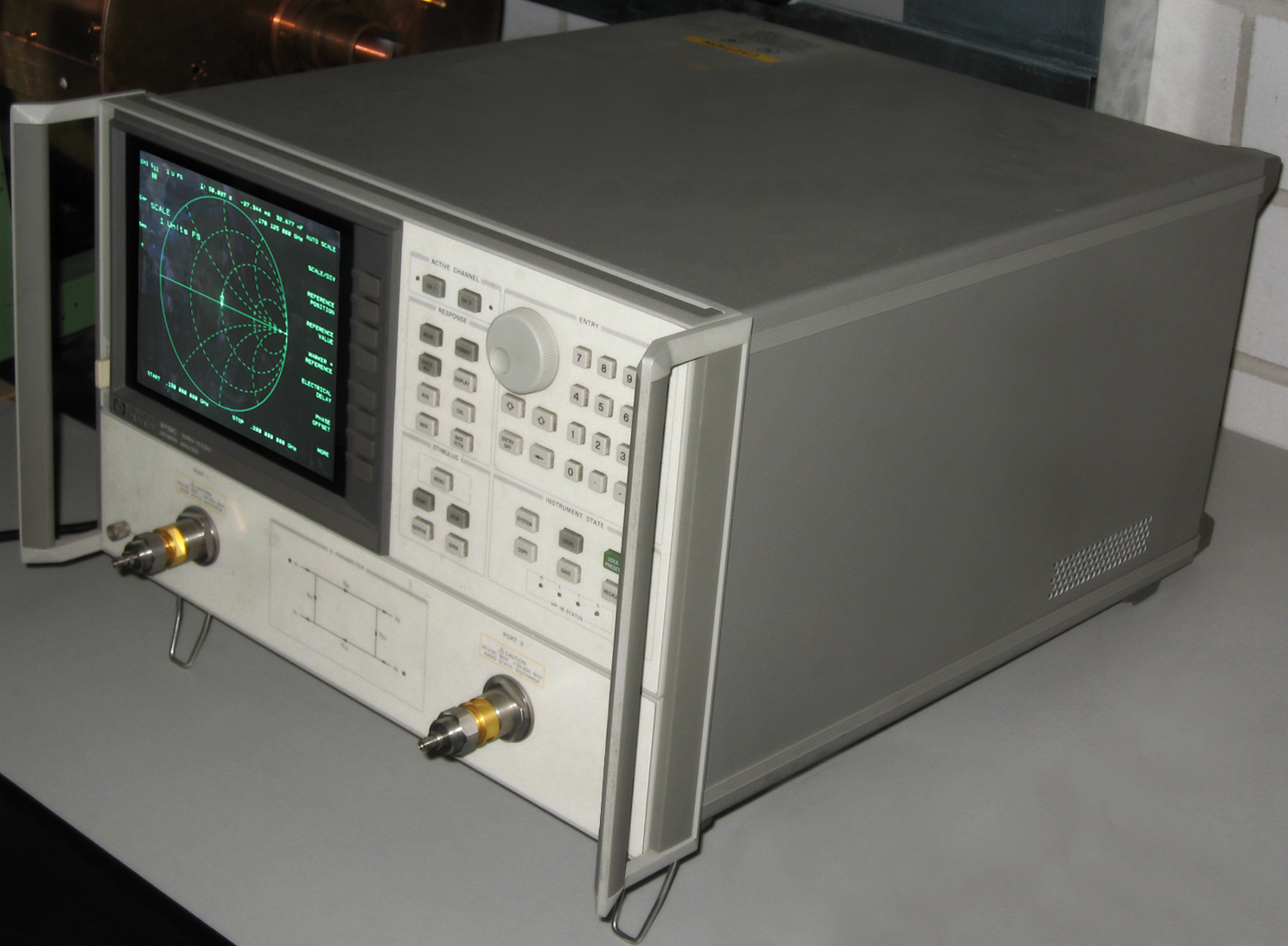
Un analizzatore di reti (HP 8720A) che mostra una carta di Smith.

### Ammettenze ed impedenze dimensionali e normalizzate
Una linea di trasmissione con un'impedenza caratteristica di {\displaystyle Z_{0}} può essere sempre pensata caratterizzata da un'ammettenza caratteristica {\displaystyle Y_{0}} pari a:
{\displaystyle Y_{0}={\frac {1}{Z_{0}}}}
Una qualunque impedenza {\displaystyle Z} espressa in ohm, può essere normalizzata dividendola per l'impedenza caratteristica. Per le impedenze normalizzate viene usata la notazione minuscola {\displaystyle z}. La versione normalizzata di {\displaystyle Z} risulta quindi:
{\displaystyle z={\frac {Z}{Z_{0}}}}
Dualmente, per la corrispondente ammettenza normalizzata si ha:
{\displaystyle y={\frac {Y}{Y_{0}}}}
Nel Sistema internazionale l'unità di misura per l'impedenza sono gli ohm, rappresentati dalla lettera greca omega (Ω) mentre per l'ammettenza vengono usati i siemens, rappresentati dalla lettera maiuscola S. I parametri normalizzati invece risultano adimensionali, come si può vedere dalla loro definizione. La normalizzazione delle ammettenze e delle impedenze è necessaria prima di utilizzare la carta di Smith. I risultati andranno poi correttamente denormalizzati moltiplicandoli per l'impedenza o l'ammettenza caratteristica per ottenere il valore specifico.

### Linee di trasmissione
Secondo la teoria delle linee di trasmissione, se una linea di trasmissione viene terminata su un carico costituito da un'impedenza {\displaystyle Z_{L}} che differisce dall'impedenza caratteristica {\displaystyle Z_{0}}, si formerà un'onda stazionaria ottenuta dalla risultante dell'onda di tensione incidente {\displaystyle V_{F}} e di quella riflessa {\displaystyle V_{R}}. Usando la rappresentazione esponenziale per i numeri complessi, e la trasformata nel dominio dei fasori:
{\displaystyle V_{F}=A\mathrm {e} ^{j\omega t}\mathrm {e} ^{-\gamma x}} e
{\displaystyle V_{R}=B\mathrm {e} ^{j\omega t}\mathrm {e} ^{\gamma x}}
dove

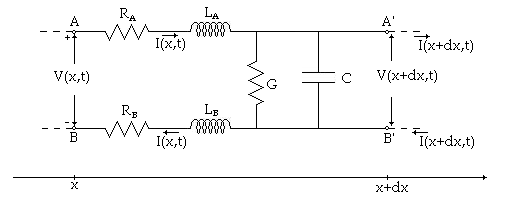
Modello circuitale generale di una linea di trasmissione.

- {\displaystyle \mathrm {e} ^{j\omega t}} rappresenta la dipendenza temporale dell'onda ovvero la fase nel tempo,
- {\displaystyle \mathrm {e} ^{\pm \gamma x}} rappresenta la dipendenza spaziale,
- {\displaystyle \omega =2\pi f} è la velocità angolare in radianti al secondo (rad/s), dove
- {\displaystyle f} è la frequenza in hertz (Hz),
- {\displaystyle t} è il tempo in secondi (s),
- {\displaystyle A} e {\displaystyle B} sono costanti dipendenti dalle condizioni al contorno (cioè dalle terminazioni, sorgente e carico),
- {\displaystyle x} è la coordinata spaziale misurata lungo la linea di trasmissione in metri (m), crescente andando dal generatore verso il carico. Nel caso particolare in cui si ponga l'origine {\displaystyle x=0} dell'asse dello spazio in corrispondenza del carico {\displaystyle Z_{L}} a fine linea, allora ogni punto della linea si trova a una coordinata x negativa.

Inoltre
- {\displaystyle \gamma =\alpha +j\beta } è la costante di propagazione (si misura in 1/m),

con
- {\displaystyle \alpha } è la costante di attenuazione in neper per metro (Np/m),
- {\displaystyle \beta } è la costante di fase in radianti per metro (rad/m),

La carta di Smith può essere usata una frequenza alla volta, quindi la componente temporale della fase ({\displaystyle \mathrm {e} ^{\omega t}}) è fissata, e per questo viene quindi spesso trascurata. Si ricordi che tale termine deve essere tenuto in conto se si vuole ricavare l'andamento temporale della corrente o della tensione. Si ottiene quindi:
{\displaystyle V_{F}=A\mathrm {e} ^{-\gamma x}} e
{\displaystyle V_{R}=B\mathrm {e} ^{\gamma x}}

#### Andamento del coefficiente di riflessione rispetto alla coordinata spaziale
Il coefficiente di riflessione complesso {\displaystyle \rho } è definito come il rapporto tra l'onda riflessa e quella incidente (o diretta), cioè:
{\displaystyle \rho ={\frac {V_{R}}{V_{F}}}={\frac {B\mathrm {e} ^{\gamma x}}{A\mathrm {e} ^{-\gamma x}}}=C\mathrm {e} ^{2\gamma x}=C\mathrm {e} ^{2\alpha x}\mathrm {e} ^{j2\beta x}}
dove C è un'opportuna costante dipendente dalle terminazioni.
Si consideri ora una linea di trasmissione uniforme, cioè nella quale {\displaystyle \gamma } è una costante. Considerando la formula precedente, il coefficiente di riflessione varia rispetto alla posizione lungo la linea di trasmissione. Se quest'ultima ha delle perdite (cioè {\displaystyle \alpha } è non nullo), l'andamento di {\displaystyle \rho } è rappresentato sulla carta di Smith da una curva a spirale. Infatti il termine
{\displaystyle \mathrm {e} ^{2\alpha x}}, proporzionale al modulo di {\displaystyle \rho }, decresce esponenzialmente spostandosi dal carico al generatore (in quanto {\displaystyle x} passa da 0 a un certo valore negativo).
Nella maggior parte dei casi si possono ritenere le perdite nulle o quanto meno trascurabili ({\displaystyle \alpha \approxeq 0}), e ciò semplifica fortemente la risoluzione dei problemi. In assenza di perdite, l'espressione del coefficiente di riflessione diventa:
{\displaystyle \rho =\rho _{0}\mathrm {e} ^{2j\beta x}}
La costante di fase {\displaystyle \beta } può inoltre essere riscritta come
{\displaystyle \beta ={\frac {2\pi }{\lambda }}}
dove {\displaystyle \lambda } è la lunghezza d'onda caratteristica della linea di trasmissione alla frequenza considerata.
Si ricava quindi:
{\displaystyle \rho =\rho _{0}\mathrm {e} ^{{\frac {4j\pi }{\lambda }}x}}
Questa equazione mostra che, per un'onda stazionaria, il coefficiente di riflessione ha una periodicità pari a metà della lunghezza d'onda della linea di trasmissione. Per questo, la scala in lunghezze d'onda sulla ghiera esterna della carta di Smith che rappresenta la distanza del carico dal generatore ha come estremi 0 e 0.5, in quanto all'esterno di tale intervallo il comportamento è periodico.

#### Andamento dell'impedenza normalizzata rispetto alla coordinata spaziale
Se {\displaystyle V} e {\displaystyle I} sono rispettivamente la tensione e la corrente relative al carico {\displaystyle Z_{L}} in fondo alla linea di trasmissione, si può scrivere:
{\displaystyle V_{F}+V_{R}=V}
{\displaystyle V_{F}-V_{R}=Z_{0}I}
Essendo {\displaystyle Z_{L}={\frac {V}{I}}}, dividendo tra loro queste equazioni, si può ricavare l'impedenza normalizzata:
{\displaystyle {\frac {V}{Z_{0}I}}={\frac {Z_{L}}{Z_{0}}}=z_{L}}
Inserendo al posto di {\displaystyle V_{F}} e {\displaystyle V_{R}} il coefficiente di riflessione {\displaystyle \rho } si ottiene:
{\displaystyle z_{L}={\frac {1+\rho }{1-\rho }}}
Invertendo la formula e risolvendo rispetto a {\displaystyle \rho } :
{\displaystyle \rho ={\frac {z_{L}-1}{z_{L}+1}}}.
In realtà, le stesse equazioni valgono, non solo a fine linea dove c'è il carico {\displaystyle Z_{L}}, ma anche in un generico punto della linea, per il quale, connettendo in esso un generatore, la linea presenta una certa impedenza d'ingresso {\displaystyle Z_{in}={\frac {V}{I}}}, dove {\displaystyle V} e {\displaystyle I} sono rispettivamente la tensione e la corrente nel punto della linea considerato. Infatti, se introduciamo l'impedenza d'ingresso normalizzata {\displaystyle z_{in}={\frac {Z_{in}}{Z_{0}}}}, dividendo le equazioni 
{\displaystyle V_{F}+V_{R}=V}
{\displaystyle V_{F}-V_{R}=Z_{0}I}
si ricava proprio tale impedenza normalizzata: 
{\displaystyle {\frac {V}{Z_{0}I}}={\frac {Z_{in}}{Z_{0}}}=z_{in}}
ed inserendo al posto di {\displaystyle V_{F}} e {\displaystyle V_{R}} il coefficiente di riflessione {\displaystyle \rho } nel generico punto della linea si ottiene, anche per l'impedenza normalizzata in tale punto: 
{\displaystyle z_{in}={\frac {1+\rho }{1-\rho }}}
e invertendo
{\displaystyle \rho ={\frac {z_{in}-1}{z_{in}+1}}}.

Utilizzo della carta di Smith per una linea di trasmissione con impedenza caratteristica Z_{0}, che sfocia in un carico di impedenza Z_{L} ed impedenza normalizzata z. Il carico riflette un'onda verso il generatore con coefficiente di riflessione Γ. Ciascun punto della carta di Smith individua simultaneamente il valore dell'impedenza (tramite parte reale e parte immaginaria, a sinistra) e quello del coefficiente di riflessione (a destra) in ogni punto della linea. Gli stessi si ripetono con periodicità pari a mezza lunghezza d'onda su tutta la linea trasmissiva.

Queste sono le equazioni utilizzate per costruire la carte di Smith delle impedenze. Da un punto di vista matematico, {\displaystyle \rho } e {\displaystyle z_{in}\ }, o in particolare {\displaystyle z_{L}} a fine linea, sono legati da una trasformazione di Möbius. Si noti che sia {\displaystyle \rho } che {\displaystyle z_{in}} sono numeri complessi adimensionali, dipendenti dalla frequenza, perciò per ogni misurazione di essi bisogna anche tener conto della banda in cui tale misurazione è stata effettuata.
{\displaystyle \rho } può essere espresso in modulo e fase sul diagramma polare, ed è proprio quello che viene fatto sulla carta di Smith. Come detto in precedenza, nei dispositivi passivi ogni coefficiente di riflessione deve avere un modulo minore o uguale a uno, e quindi {\displaystyle \rho } può essere rappresentato con un punto interno alla circonferenza di raggio unitario. Il principale vantaggio della carta di Smith è che presenta diverse scale che permettono di convertire un generico valore del coefficiente di riflessione nel corrispondente valore di impedenza e viceversa. In sostanza, disegnando sulla carta di Smith come se fosse un generico diagramma polare un punto rappresentante un certo coefficiente di riflessione è possibile leggere sulle scale l'impedenza ad esso associata. Viceversa, data una certa impedenza normalizzata, questa può essere disegnata sulla carta di Smith mediante delle apposite scale e ricavare così graficamente il valore di {\displaystyle \rho }. Questa tecnica in sostanza sostituisce l'utilizzo di equazioni per passare da {\displaystyle \rho } a {\displaystyle z_{in}\ }, o in particolare {\displaystyle z_{L}} a fine linea.
Sostituendo l'espressione della variazione del coefficiente di riflessione lungo una linea di trasmissione senza perdite non adattata:
{\displaystyle \rho ={\frac {B\mathrm {e} ^{\gamma x}}{A\mathrm {e} ^{-\gamma x}}}={\frac {B\mathrm {e} ^{j\beta x}}{A\mathrm {e} ^{-j\beta x}}}}
nell'equazione dell'impedenza normalizzata in funzione del coefficiente di riflessione
{\displaystyle z_{in}={\frac {1+\rho }{1-\rho }}}
e usando la formula di Eulero:
{\displaystyle \mathrm {e} ^{j\theta }=\cos \theta +j\sin \theta }
si ottiene l'equazione che esprime come varia l'impedenza d'ingresso lungo una linea di trasmissione senza perdite: 
{\displaystyle Z_{in}=Z_{in}(x)=Z_{0}{\frac {Z_{in}(x=0)-jZ_{0}\tan(\beta x)}{Z_{0}-jZ_{in}(x=0)\tan(\beta x)}}}
ricordando ancora che, come detto in precedenza, la coordinata spaziale x è crescente andando dal generatore verso il carico. Nel caso particolare in cui si ponga l'origine {\displaystyle x=0} proprio in corrispondenza del carico {\displaystyle Z_{L}} a fine linea, per cui {\displaystyle Z_{L}=Z_{in}(x=0)} ed ogni punto della linea ha coordinata x negativa, allora:
{\displaystyle Z_{in}=Z_{0}{\frac {Z_{L}-jZ_{0}\tan(\beta x)}{Z_{0}-jZ_{L}\tan(\beta x)}}}
Se, invece della x, introduciamo una seconda coordinata spaziale e cioè la distanza {\displaystyle l} dal carico, la quale, contrariamente a x, è crescente andando dal carico verso il generatore, ponendo {\displaystyle x=-l\ } l'equazione diventa:
{\displaystyle Z_{in}=Z_{0}{\frac {Z_{L}+jZ_{0}\tan(\beta l)}{Z_{0}+jZ_{L}\tan(\beta l)}}}
L'equivalente grafico sulla carta di Smith di usare l'equazione appena ricavata è normalizzare {\displaystyle Z_{L}}, tracciare il punto risultante su una carta di Smith delle impedenze e tracciare una circonferenza che passa per tale punto centrata nel centro del grafico. Il percorso lungo l'arco della circonferenza rappresenta come cambia l'impedenza muovendosi lungo la linea di trasmissione, come indicato più sotto. In tal caso, risulta utile usare la ghiera esterna scalata in lunghezze d'onda, ricordando che la lunghezza d'onda della linea di trasmissione può differire da quella nello spazio libero.

## Impedenze

### Circonferenze a resistenza o reattanza costante
Nel piano del coefficiente di riflessione, in cui le coordinate cartesiane sono: 
{\displaystyle u=Re[\rho ]}
{\displaystyle w=Im[\rho ]\ },
la carta di Smith occupa come detto un cerchio di raggio unitario centrato nell'origine. In coordinate cartesiane perciò la circonferenza passerà per i punti (1,0) e (-1,0) sull'asse u e i punti (0,1) e (0,-1) sull'asse w.
La carta di Smith delle impedenze contiene al suo interno due diverse famiglie di curve:
- circonferenze a resistenza costante;
- archi di circonferenza a reattanza costante.

Ognuna di queste curve è contraddistinta da un numero, che rappresenta la resistenza (o la reattanza) normalizzata dei punti giacenti su di essa.
Per capire l'origine di tali curve, si esprima sia {\displaystyle \rho } che {\displaystyle z} con la notazione cartesiana:
{\displaystyle z_{in}=r_{in}+jx_{in}}
{\displaystyle \ \rho \ \ =\ u\ +jw}
Sostituendo tali equazioni in quella che descrive la relazione tra l'impedenza normalizzata e il coefficiente di riflessione, cioè:
{\displaystyle z_{in}={\frac {1+\rho }{1-\rho }}}
si ottiene:
{\displaystyle z_{in}=r_{in}+jx_{in}={\frac {1-u^{2}-w^{2}}{(1-u)^{2}+w^{2}}}+j\left({\frac {2w}{(1-u)^{2}+w^{2}}}\right)}
Infatti:
{\displaystyle {\begin{aligned}\ z_{in}=r_{in}+jx_{in}={\frac {1+\rho }{1-\rho }}={\frac {1+u+jw}{1-u-jw}}\\[6pt]={\frac {(1+u+jw)(1-u+jw)}{(1-u-jw)(1-u+jw)}}={\frac {(1+jw)^{2}-u^{2}}{(1-u)^{2}-(jw)^{2}}}\\[6pt]={\frac {1+2jw-w^{2}-u^{2}}{(1-u)^{2}+w^{2}}}={\frac {1-u^{2}-w^{2}}{(1-u)^{2}+w^{2}}}+j\left({\frac {2w}{(1-u)^{2}+w^{2}}}\right)\\[6pt]\end{aligned}}}
Questa equazione descrive come il coefficiente di riflessione varia cambiando l'impedenza normalizzata e può essere usata per costruire le curve a parte reale e immaginaria costante. Infatti, se {\displaystyle r_{in}=r_{0}} costante, si ottiene:
{\displaystyle \left(u-{\frac {r_{0}}{1+r_{0}}}\right)^{2}+w^{2}=\left({\frac {1}{1+r_{0}}}\right)^{2}}
che è l'equazione di una circonferenza di raggio {\displaystyle 1/(1+r_{0})} e centro {\displaystyle (r_{0}/(1+r_{0}),0)}. 
Infatti, partendo dall'equazione precedente: 
{\displaystyle z_{in}=r_{in}+jx_{in}={\frac {1-u^{2}-w^{2}}{(1-u)^{2}+w^{2}}}+j\left({\frac {2w}{(1-u)^{2}+w^{2}}}\right)}
e considerando solo la parte reale, si ha: 
{\displaystyle r_{in}={\frac {1-u^{2}-w^{2}}{(1-u)^{2}+w^{2}}}}
ossia: 
{\displaystyle r_{in}(1-u)^{2}+r_{in}w^{2}=1-u^{2}-w^{2}}
{\displaystyle r_{in}(u-1)^{2}+u^{2}-1+r_{in}w^{2}+w^{2}=0}
{\displaystyle r_{in}(u-1)^{2}+u^{2}-1+r_{in}w^{2}+w^{2}+{\frac {1}{1+r_{in}}}={\frac {1}{1+r_{in}}}}
{\displaystyle {\biggr [}r_{in}(u-1)^{2}+(u^{2}-1)+{\frac {1}{1+r_{in}}}{\biggl ]}+(1+r_{in})w^{2}={\frac {1}{1+r_{in}}}}
Ma: 
{\displaystyle {\begin{aligned}{\biggr [}r_{in}(u-1)^{2}+(u^{2}-1)+{\frac {1}{1+r_{in}}}{\biggl ]}=r_{in}u^{2}-2ur_{in}+r_{in}+u^{2}-1+{\frac {1}{1+r_{in}}}\\[6pt]=(1+r_{in})u^{2}+(1+r_{in}){\biggr [}-2u{\frac {r_{in}}{1+r_{in}}}+{\frac {r_{in}-1}{1+r_{in}}}+{\frac {1}{(1+r_{in})^{2}}}{\biggl ]}\\[6pt]=(1+r_{in}){\biggr [}u^{2}-2u{\frac {r_{in}}{1+r_{in}}}+{\frac {(r_{in}-1)(1+r_{in})}{(1+r_{in})^{2}}}+{\frac {1}{(1+r_{in})^{2}}}{\biggl ]}\\[6pt]=(1+r_{in}){\biggr [}u^{2}-2u{\frac {r_{in}}{1+r_{in}}}+{\frac {r_{in}^{2}-1}{(1+r_{in})^{2}}}+{\frac {1}{(1+r_{in})^{2}}}{\biggl ]}\\[6pt]=(1+r_{in}){\biggr [}u^{2}-2u{\frac {r_{in}}{1+r_{in}}}+{\frac {r_{in}^{2}}{(1+r_{in})^{2}}}{\biggl ]}\\[6pt]\end{aligned}}}
Sostituendo nell'uguaglianza precedente otteniamo: 
{\displaystyle (1+r_{in}){\biggr [}u^{2}-2u{\frac {r_{in}}{1+r_{in}}}+{\frac {r_{in}^{2}}{(1+r_{in})^{2}}}{\biggl ]}+(1+r_{in})w^{2}={\frac {1}{1+r_{in}}}}
{\displaystyle (1+r_{in}){\biggr [}u-{\frac {r_{in}}{1+r_{in}}}{\biggl ]}^{2}+(1+r_{in})w^{2}={\frac {1}{1+r_{in}}}}
da cui, dividemdo membro a membro per {\displaystyle (1+r_{in})}, si ha: 
{\displaystyle \left(u-{\frac {r_{in}}{1+r_{in}}}\right)^{2}+w^{2}=\left({\frac {1}{1+r_{in}}}\right)^{2}}
che, per {\displaystyle r_{in}=r_{0}}, si scrive: 
{\displaystyle \left(u-{\frac {r_{0}}{1+r_{0}}}\right)^{2}+w^{2}=\left({\frac {1}{1+r_{0}}}\right)^{2}}
Ad esempio, i punti caratterizzati da {\displaystyle r_{in}=1} si trovano sulla circonferenza centrata in {\displaystyle (1/2,0)} e di raggio 1/2.
Un calcolo analogo può essere fatto anche per i punti a parte immaginaria costante {\displaystyle x_{in}=x_{0}}, ottenendo l'equazione:
{\displaystyle \left(u-1\right)^{2}+\left(w-{\frac {1}{x_{0}}}\right)^{2}={\frac {1}{x_{0}^{2}}}}
che rappresenta circonferenze di raggio {\displaystyle 1/|x_{0}|} e centro {\displaystyle (1,1/x_{0})}. 
Infatti, partendo dall'equazione precedente: 
{\displaystyle z_{in}=r_{in}+jx_{in}={\frac {1-u^{2}-w^{2}}{(1-u)^{2}+w^{2}}}+j\left({\frac {2w}{(1-u)^{2}+w^{2}}}\right)}
e considerando solo la parte immaginaria, si ha: 
{\displaystyle x_{in}={\frac {2w}{(1-u)^{2}+w^{2}}}}
ossia:
{\displaystyle (1-u)^{2}+w^{2}={\frac {2w}{x_{in}}}}
{\displaystyle (1-u)^{2}+w^{2}-{\frac {2w}{x_{in}}}=0}
{\displaystyle (u-1)^{2}+w^{2}-{\frac {2w}{x_{in}}}+{\frac {1}{x_{in}^{2}}}={\frac {1}{x_{in}^{2}}}}
da cui: 
{\displaystyle \left(u-1\right)^{2}+\left(w-{\frac {1}{x_{in}}}\right)^{2}={\frac {1}{x_{in}^{2}}}}
che, per {\displaystyle x_{in}=x_{0}}, si scrive: 
{\displaystyle \left(u-1\right)^{2}+\left(w-{\frac {1}{x_{0}}}\right)^{2}={\frac {1}{x_{0}^{2}}}}
Considerando il limite di queste circonferenze per {\displaystyle x_{0}\to 0}, si deduce che i punti a parte immaginaria nulla collassano sull'asse delle ascisse (asse orizzontale delle u) della carta di Smith.

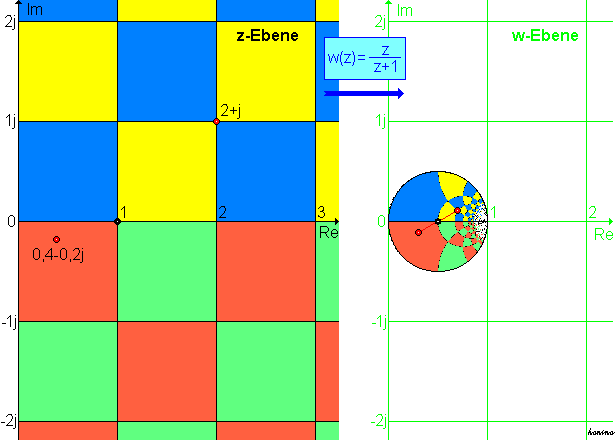
Visualizzazione grafica di come il piano complesso delle impedenze normalizzate sia mappato sulla carta di Smith.

### Regioni
Quando viene mappato un diagramma polare in un sistema di coordinate cartesiane generalmente si misurano gli angoli rispetto al semiasse positivo delle ascisse (semiasse orizzontale positivo delle u) per carta di Smith, considerando positiva la direzione antioraria. Il modulo del numero complesso è la lunghezza della linea retta tracciata tra l'origine e il punto considerato. La carta di Smith usa appunto questa convenzione. Si noti che il semiasse delle ascisse (semiasse orizzontale delle u) positive della carta di Smith mappa quindi le impedenze normalizzate che vanno da {\displaystyle z_{in}=1\pm j0} (origine della carta di Smith) a {\displaystyle z_{in}=\infty \pm j\infty }, corrispondente al punto (1, 0).
La regione che si estende al di sopra dell'asse delle ascisse (asse orizzontale delle u) della carta di Smith corrisponde a reattanze di tipo induttivo, cioè maggiori di zero. Infatti contiene le curve a reattanza costante che hanno centro {\displaystyle (1,1/x_{0})} con {\displaystyle x_{0}} positivo. Dualmente, la parte della carta al di sotto dell'asse delle ascisse contiene le reattanze di tipo capacitivo.
Se la terminazione è perfettamente adattata, il coefficiente di riflessione è pari a zero, ed è rappresentato da una circonferenza di raggio nullo, corrispondente all'origine della carta di Smith. Se la terminazione è un perfetto circuito aperto oppure un cortocircuito il modulo del coefficiente di riflessione sarà unitario, tutta la potenza viene riflessa e il punto giace sulla circonferenza di raggio unitario. In particolare, un perfetto circuito aperto ha {\displaystyle \rho =1}, e quindi è rappresentato dal punto (1, 0), mentre un perfetto cortocircuito ha {\displaystyle \rho =-1}, e sulla carta di Smith giace alle coordinate (-1, 0).

### Alcuni esempi

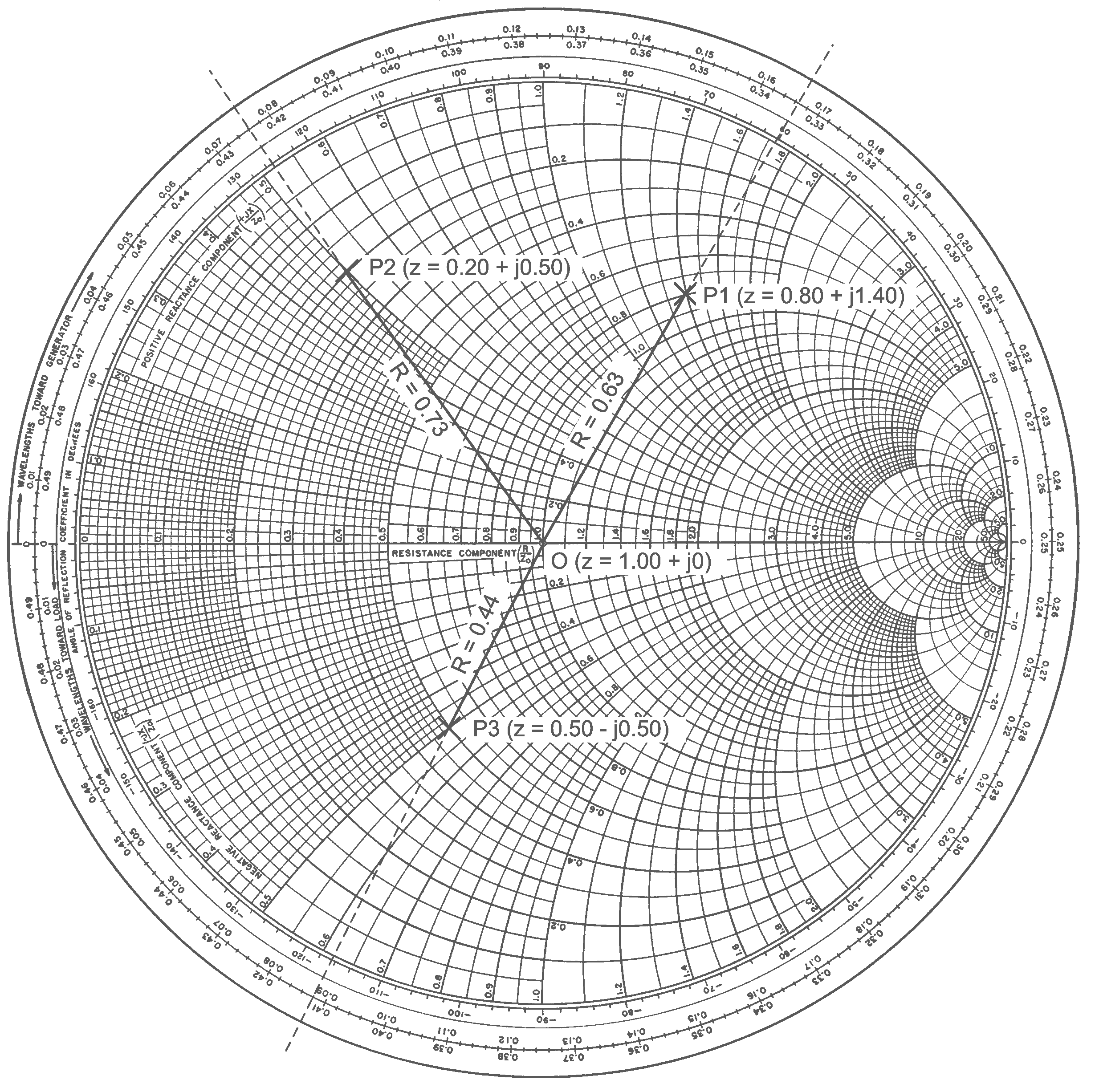
Esempi di punti tracciati su una carta di Smith delle impedenze.

Un punto con un modulo del coefficiente di riflessione pari a 0.63 e una fase pari a  {\displaystyle 60^{\circ }}, rappresentabile in forma polare come {\displaystyle 0.63\angle 60^{\circ }}, è rappresentato nella carta di Smith a lato come il punto P1. Per tracciare tale punto, si può usare la ghiera esterna scalata in gradi relativa al coefficiente di riflessione per cercare il punto {\displaystyle \angle 60^{\circ }} e tracciare una linea passante per tale punto e per il centro della carta. La distanza del punto dal centro deve essere ricavata scalando il modulo del punto P1 assumendo un raggio unitario per la carta di Smith. Per esempio, se il raggio reale della carta fosse 100 mm, la lunghezza OP1 sarebbe 63 mm.
La tabella seguente contiene altri esempi simili a questo di punti tracciati sulla carta di Smith delle impedenze. Per ciascuno, il coefficiente di riflessione è dato in forma polare insieme alla corrispondente impedenza normalizzata in forma cartesiana o rettangolare. La conversione può essere effettuata direttamente dalla carta di Smith o sostituendo i valori nell'equazione precedentemente ricavata.
| Identificativo del punto | Coefficiente di riflessione (forma polare) | Impedenza normalizzata (forma rettangolare) |
| ------------------------ | ------------------------------------------ | ------------------------------------------- |
| P1 (induttivo)           | {\displaystyle 0.63\angle 60^{\circ }}     | {\displaystyle 0.80+j1.40}                  |
| P2 (induttivo)           | {\displaystyle 0.73\angle 125^{\circ }}    | {\displaystyle 0.20+j0.50}                  |
| P3 (capacitivo)          | {\displaystyle 0.44\angle -116^{\circ }}   | {\displaystyle 0.50-j0.50}                  |

### Utilizzo pratico della carta di Smith delle impedenze
Esaminiamo ora alcuni casi particolari, illustrando le relative sequenze di passi necessari per l'utilizzo pratico della carta di Smith:
Caso 1 - Nota l'impedenza d'ingresso {\displaystyle Z_{in}(x)} in una certa posizione {\displaystyle x} lungo la linea di trasmissione, per determinare il coefficiente di riflessione {\displaystyle \rho (x)} nella stessa posizione si può procedere nel modo seguente: 
- determinare l'impedenza d'ingresso normalizzata dividendo l'impedenza d'ingresso per l'impedenza caratteristica

{\displaystyle z_{in}=r_{in}+jx_{in}=z_{in}(x)={\frac {Z_{in}(x)}{Z_{0}}}}
- individuarere la corrispondente circonferenza con {\displaystyle r_{in}} costante
- individuarere il corrispondente arco di circonferenza con {\displaystyle x_{in}} costante
- le coordinate cartesiane {\displaystyle (u,w)} del punto del piano in cui si intersecano queste due curve forniscono il valore del coefficiente di riflessione

{\displaystyle \rho (x)=\rho =u+jw}
In realtà, le carte di Smith moderne consentono di leggere anche le coordinate polari nel piano complesso, pertanto un punto del piano sarà individuabile anche con tali coordinate.
Caso 2 - Noto il coefficiente di riflessione {\displaystyle \rho (x)} in una certa posizione {\displaystyle x} lungo la linea di trasmissione, per determinare l'impedenza d'ingresso {\displaystyle Z_{in}(x)} nella stessa posizione si può procedere nel modo seguente:
- individuarere il punto del piano le cui coordinate cartesiane {\displaystyle (u,w)}, oppure le cui coordinate polari, corrispondono al valore noto del coefficiente di riflessione, ossia sono tali che

{\displaystyle \rho (x)=\rho =u+jw}
- individuarere la circonferenza con {\displaystyle r_{in}} costante passante per questo punto
- individuarere il l'arco di circonferenza con {\displaystyle x_{in}} costante passante per questo punto
- l'impedenza d'ingresso normalizzata è allora

{\displaystyle z_{in}(x)=z_{in}=r_{in}+jx_{in}}
e l'impedenza d'ingresso è
{\displaystyle Z_{in}(x)=z_{in}(x)\cdot Z_{0}}
Caso 3 - Nota l'impedenza del carico a fine linea {\displaystyle Z_{L}=Z_{in}(l=0)}, oppure il coefficiente di riflessione a fine linea {\displaystyle \rho (l=0)}, per determinare l'impedenza d'ingresso {\displaystyle Z_{in}(l)} o il coefficiente di riflessione {\displaystyle \rho (l)} in un'altra posizione della linea posta a distanza {\displaystyle l} dal carico, si può procedere nel modo seguente:
- individuarere il punto del piano le cui coordinate cartesiane, oppure le cui coordinate polari, corrispondono al valore del coefficiente di riflessione a fine linea {\displaystyle \rho (l=0)}, che coincide con il punto del piano in cui si intersecano la circonferenza con {\displaystyle r_{in}} costante e l'arco di circonferenza con {\displaystyle x_{in}} costante corrispondenti al valore dell'impedenza del carico normalizzata che rappresenta l'impedenza d'ingresso normalizzata a fine linea

{\displaystyle z_{L}={\frac {Z_{L}}{Z_{0}}}=z_{in}(l=0)={\frac {Z_{in}(l=0)}{Z_{0}}}\ ,} ricordando che in qualsiasi posizione lungo la linea si può passare da impedenza d'ingresso normalizzata a coefficiente di riflessione e viceversa, come descritto per i casi 1 e 2
- individuare la circonferenza centrata nell'origine e passante per questo punto del piano; operativamente, la si può tracciare con un compasso
- individuare sulla stessa circonferenza centrata nell'origine il punto ottenuto partendo dal punto precedente e spostandosi in senso orario di un angolo proporzionale a {\displaystyle l} sapendo che un giro completo corrisponde a mezza lunghezza d'onda, ossia {\displaystyle {\frac {\lambda }{2}}\ ;\ } in pratica, si considera la proporzione

{\displaystyle \theta :2\pi =l:{\frac {\lambda }{2}}\ ,\ } per cui ci si sposta di un angolo  {\displaystyle \theta =2\cdot {\frac {2\pi }{\lambda }}l=2\ \beta l\ ;\ } nella pratica, le moderne carte di Smith presentano anche una ghiera angolare scalata in frazioni di lunghezza d'onda, lungo la circonferenza più esterna, dunque con un righello si può tracciare una linea dall'origine passante per il punto di partenza fino a raggiungere la ghiera esterna, spostarsi in senso orario lungo la ghiera, poi tracciare con un righello una linea fino all'origine la quale interseca la circonferenza in un nuovo punto che è il punto di arrivo
- le coordinate cartesiane, oppure le coordinate polari,  del nuovo punto del piano corrispondono al valore del coefficiente di riflessione {\displaystyle \rho (l)} nella posizione lungo la linea posta a distabza {\displaystyle l} dal carico, mentre la corconferenza con {\displaystyle r_{in}} costante e l'arco di corconferenza con {\displaystyle x_{in}} costante che si intersecano in questo punto corrispondono all'impedenza d'ingresso normalizzata {\displaystyle \mathbf {z_{in}} (l)} sempre a distabza {\displaystyle l} dal carico; fatto ciò, l'impedenza d'ingresso è data da

{\displaystyle Z_{in}(l)=z_{in}(l)\cdot Z_{0}}
Caso 4 - Nota l'impedenza d'ingresso oppure il coefficiente di riflessione a una certa distanza dal carico, per esempio a inizio linea, per determinare l'impedenza del carico a fine linea o il coefficiente di riflessione presso il carico:
- basta procedere come nel caso precedente, ma spostandosi in senso antiorario.

#### Rapporto di onda stazionaria e carta di Smith
Conoscendo l'impedenza d'ingresso {\displaystyle Z_{in}=Z_{in}(x)}, o il coefficiente di riflessione {\displaystyle \rho =\rho (x)}, in una qualunque posizione lungo una linea non dissipativa, per esempio l'impedenza del carico a fine linea {\displaystyle \mathbb {Z} _{L}}, o il coefficiente di riflessione a fine linea {\displaystyle \rho (l=0)}, per determinare il rapporto di onda stazionaria lungo una linea non dissipativa si può procedere nel modo seguente:
- individuare il punto del piano le cui coordinate cartesiane corrispondono al valore del coefficiente di riflessione {\displaystyle \rho (x)}, che coincide con il punto del piano in cui si intersecano la circonferenza con {\displaystyle r_{in}} costante e l'arco di corconferenza con {\displaystyle x_{in}} costante corrispondenti al valore dell'impedenza d'ingresso normalizzata

{\displaystyle z_{in}(x)={\frac {Z_{in}(x)}{Z_{0}}}}
- individuare la circonferenza centrata nell'origine e passante per questo punto del piano; operativamente, la si può tracciare con un compasso
- tale circonferenza interseca l'asse delle ascisse (asse delle u) in due punti disposti simmetricamente rispetto all'origine: P1 con ascissa u negativa e P2 con ascissa u positiva
- allora il {\displaystyle ROS} è uguale al valore di {\displaystyle r_{in}} corrispondente alla circonferenza con {\displaystyle r_{in}} costante passante per P2, mentre il valore di {\displaystyle r_{in}} relativo a P1 è pari a {\displaystyle 1/ROS}.

Infatti, per prima cosa, cominciamo a dimostrare che, fissato il modulo {\displaystyle |\rho |} del coefficiente di riflessione, cioè fissata una circonferenza centrata nell'origine, il modulo {\displaystyle |z_{in}|}  dell'impedenza d'ingresso normalizzata, lungo tale circonferenza, rispettivamente ha il minimo in P1 e il massimo in P2.
Per provare ciò, basta osservare che, come sappiamo, al variare della posizione x lungo una linea non dissipativa, nel piano complesso della carta di Smith il coefficiente di riflessione {\displaystyle \rho (x)}, che ha modulo costante {\displaystyle |\rho |\leqslant 1}, descrive una circonferenza di raggio {\displaystyle |\rho |} centrata nell'origine. Da ciò segue che la quantità complessa {\displaystyle 1+\rho (x)} descrive una circonferenza di raggio {\displaystyle |\rho |} e centro {\displaystyle (1,0)}. Il modulo {\displaystyle |1+\rho (x)|} è pari alla lunghezza del segmento che congiunge l'origine con il generico punto di questa circonferenza. Ma tale lunghezza ha il minimo e il massimo nei due punti in cui questa circonferenza interseca l'asse delle ascisse: un minimo nel punto più vicino all'origine e il massimo nell'altro punto che è più lontano. Da ciò si comprende che, se P1 e P2 sono i due punti in cui la circonferenza, descritta nel piano cartesiano dal coefficiente di riflessione {\displaystyle \rho (x)}, interseca l'asse delle ascisse, allora la funzione {\displaystyle |1+\rho (x)|} ha il minimo nel punto P1 con ascissa negativa e il massimo nel punto P2 con ascissa positiva. Ma se ciò è vero per la funzione {\displaystyle |1+\rho (x)|}, a maggior ragione è vero per la funzione {\displaystyle {\frac {|1+\rho (x)|}{|1-\rho (x)|}}}, visto che la funzione {\displaystyle |1-\rho (x)|} ha il minimo e il massimo scambiati e si trova al denominatore. Dunque, ricordando che 
{\displaystyle z_{in}={\frac {1+\rho }{1-\rho }}\ ,\ }
P1 e P2 sono, rispettivamente, il punto di minimo e il punto di massimo della funzione {\displaystyle |z_{in}(x)|}.
D'altra parte, abbiamo visto che gli archi di circonferenza {\displaystyle x_{in}=x_{0}} nel limite {\displaystyle x_{0}\to 0} collassano sull'asse u delle ascisse. Duque, per i punti P1 e P2, che si trovano sull'asse delle ascisse, si ha {\displaystyle x_{in}=0}, ossia l'impedenza d'ingresso normalizzata {\displaystyle z_{in}} è un numero reale. Ma allora, essendo sempre {\displaystyle r_{in}>0}, ancora dalla relazione
{\displaystyle z_{in}={\frac {1+\rho }{1-\rho }}}
si ha: 
{\displaystyle r_{in}(P_{2})=z_{in}(P_{2})=|z_{in}(P_{2})|={\frac {|1+\rho (P_{2})|}{|1-\rho (P_{2})|}}}
e, dato che in P2 il modulo {\displaystyle |z_{in}|} ha il massimo, essendo come è noto 
{\displaystyle ROS={\frac {1+|\rho |}{1-|\rho |}}\ ,\ }
si ha: 
{\displaystyle r_{in}(P_{2})={\frac {1+|\rho (P_{2})|}{1-|\rho (P_{2})|}}={\frac {1+|\rho |}{1-|\rho |}}=ROS}
Analogamente, per il punto P1 si ha: 
{\displaystyle r_{in}(P_{1})=z_{in}(P_{1})=|z_{in}(P_{1})|={\frac {|1+\rho (P_{1})|}{|1-\rho (P_{1})|}}}
e, dato che in {\displaystyle P_{1}} il modulo {\displaystyle |z_{in}|} ha il minimo, si ha: 
{\displaystyle r_{in}(P_{1})={\frac {1-|\rho (P_{1})|}{1+|\rho (P_{1})|}}={\frac {1-|\rho |}{1+|\rho |}}={\frac {1}{ROS}}}
Tuttavia, in molte carte di Smith moderne è presente una scala in basso graduata in modo tale che, per leggere il valore del {\displaystyle ROS}, occorre tracciare con un righello una linea verticale verso il basso dal punto P1 invece che dal punto P2.
Osserviamo, infine, che, data una linea di trasmissione non dissipativa, per il fatto che, nel piano complesso della carta di Smith, lungo le circonferenze centrate nell'origine il modulo del coefficiente di riflessione è costante, e quindi è costante anche il rapporto di onda stazionaria, tali circonferenze sono dette circonferenze a {\displaystyle ROS} costante.

## Ammettenze
La carta di Smith delle ammettenze viene costruita in maniera del tutto simile a quella delle impedenze. In un generico punto di una linea di trasmissione, si può considerare l'ammettenza d'ingresso normalizzata che è il reciproco dell'impedenza d'ingresso normalizzata, perciò:
{\displaystyle y_{in}={\frac {1}{z_{in}}}}
Inoltre,
{\displaystyle y_{in}={\frac {1-\rho }{1+\rho }}}
quindi:
{\displaystyle \rho ={\frac {1-y_{in}}{1+y_{in}}}}

### Circonferenze a conduttanza o suscettanza costante
In maniera del tutto equivalente a quanto fatto per la carta delle impedenze, è possibile anche per la carta delle ammettenze ottenere due diverse famiglie di curve:
- circonferenze a conduttanza costante;
- archi di circonferenza a suscettanza costante.

Anche in questo caso ogni curva è contrassegnata dal valore di conduttanza o suscettanza normalizzata che la contraddistingue.
Analogamente a prima, si esprime sia {\displaystyle \rho } che {\displaystyle y_{in}} con la notazione cartesiana:
{\displaystyle y_{in}=g_{in}+jb_{in}}
{\displaystyle \ \rho \ \ =\ u\ +jw}
Utilizzando la relazione:
{\displaystyle y_{in}={\frac {1+\rho }{1-\rho }}}
si ricava
{\displaystyle y_{in}=g_{in}+jb_{in}={\frac {1-u^{2}-w^{2}}{(1+u)^{2}+w^{2}}}-j\left({\frac {2w}{(1+u)^{2}+w^{2}}}\right)}
Se {\displaystyle g_{in}=g_{0}} costante, si ottiene:
{\displaystyle \left(u+{\frac {g_{0}}{1+g_{0}}}\right)^{2}+w^{2}=\left({\frac {1}{1+g_{0}}}\right)^{2}}
che è l'equazione di una circonferenza di raggio {\displaystyle 1/(1+g_{0})} e centro {\displaystyle (-g_{0}/(1+g_{0}),0)}. Ad esempio, i punti caratterizzati da {\displaystyle g_{in}=1} si trovano sulla circonferenza centrata in {\displaystyle (-1/2,0)} e di raggio 1/2.
Per i punti a parte immaginaria costante {\displaystyle b_{in}=b_{0}} invece si ottiene l'equazione:
{\displaystyle \left(u+1\right)^{2}+\left(w+{\frac {1}{b_{0}}}\right)^{2}={\frac {1}{b_{0}^{2}}}}
che rappresenta circonferenze di raggio {\displaystyle 1/|b_{0}|} e centro {\displaystyle (-1,-1/b_{0})}. Anche per la carta delle ammettenze i punti a parte immaginaria nulla si trovano quindi sull'asse u della carta di Smith.
La carta di Smith delle ammettenze è quindi identica a quella delle impedenze solo che risulta ruotata di {\displaystyle 180^{\circ }}.

### Regioni
Anche nella carta di Smith delle ammettenze la regione al di sopra dell'asse delle ascisse (asse orizzontale delle u) rappresenta suscettanze induttive, in quanto contiene le curve a suscettanza costante negativa. Al di sotto dell'asse delle ascisse ci sono invece i punti che rappresentano suscettanze capacitive.
Anche in questo caso, se la terminazione è perfettamente adattata, il coefficiente di riflessione sarà pari a zero, rappresentato da una circonferenza di raggio nullo, cioè il punto al centro della carta di Smith. In caso di circuito aperto o corto circuito, il modulo del coefficiente di riflessione sarà unitario, tutta la potenza sarà riflessa e il punto giacerà sulla circonferenza di raggio unitario. In particolare, anche in questo caso il circuito aperto ({\displaystyle y_{in}=0}) viene mappato nel punto (1, 0), mentre un cortocircuito ({\displaystyle y_{in}=\infty }) è rappresentato dal punto (-1, 0).